# Bornarevo, Pernik
Bornarevo (în bulgară Борнарево) este un sat în comuna Radomir, regiunea Pernik,  Bulgaria. 

## Demografie
Componența etnică a satului Bornarevo
     Bulgari (98,41%)
     Nicio identificare (1,58%)
     Altele (0%)
La recensământul din 2011, populația satului Bornarevo era de 63 locuitori. Din punct de vedere etnic, majoritatea locuitorilor (98,41%) erau bulgari. Pentru 1,58% din locuitori nu este cunoscută apartenența etnică.